# كايلا إيويل
كايلا إيويل (بالإنجليزية: Kayla Ewell)‏ هي ممثلة أمريكية، ولدت في 27 أغسطس 1985 في لونغ بيتش في الولايات المتحدة.

## أعمال

### أفلام
- (2006) مجرد حظي[5]
- (2009) فايرد أب

### مسلسلات
- فيرونيكا مارس
- هاوس
- يوميات مصاص دماء

## وصلات خارجية
- كايلا إيويل على موقع IMDb (الإنجليزية)
- كايلا إيويل على موقع ألو سيني (الفرنسية)
- كايلا إيويل على موقع أول موفي (الإنجليزية)
- كايلا إيويل على موقع قاعدة بيانات الفيلم (الإنجليزية)
- كايلا إيويل على موقع كينوبويسك (الروسية)